# Aspiromitus adscendens
Aspiromitus adscendens là một loài rêu trong họ Anthocerotaceae. Loài này được Lehm. & Lindenb. R.M. Schust. mô tả khoa học đầu tiên năm 1987.